# 朱利安·恩科格·贝卡莱
朱利安·恩科格·贝卡莱（法語：Julien Nkoghe Bekalé，1962年1月9日—）是加蓬政治家，2019年至2020年担任加蓬总理。在2019年加蓬未遂政变之后，他于2019年1月12日被总统阿里·邦戈·翁丁巴任命为总理。

## 政治生涯
贝卡莱是加蓬民主党成员。他曾在阿里·邦戈和奥马尔·邦戈两任总统任期内任职部长，例如2009年担任石油、天然气和碳氢化合物部长，2011年担任运输和设备部长。
贝卡莱就任总理后，于2019年1月12日在摩洛哥拉巴特宣布了其完整的政府成员名单，除了任命伊曼纽尔·诺伯特为新能源部长之外没有对原来的政府进行其他调整。
2020年7月16日，贝卡莱被总统邦戈解除总理职务，由克里斯蒂亚娜·奥苏卡接任。